# 친화력

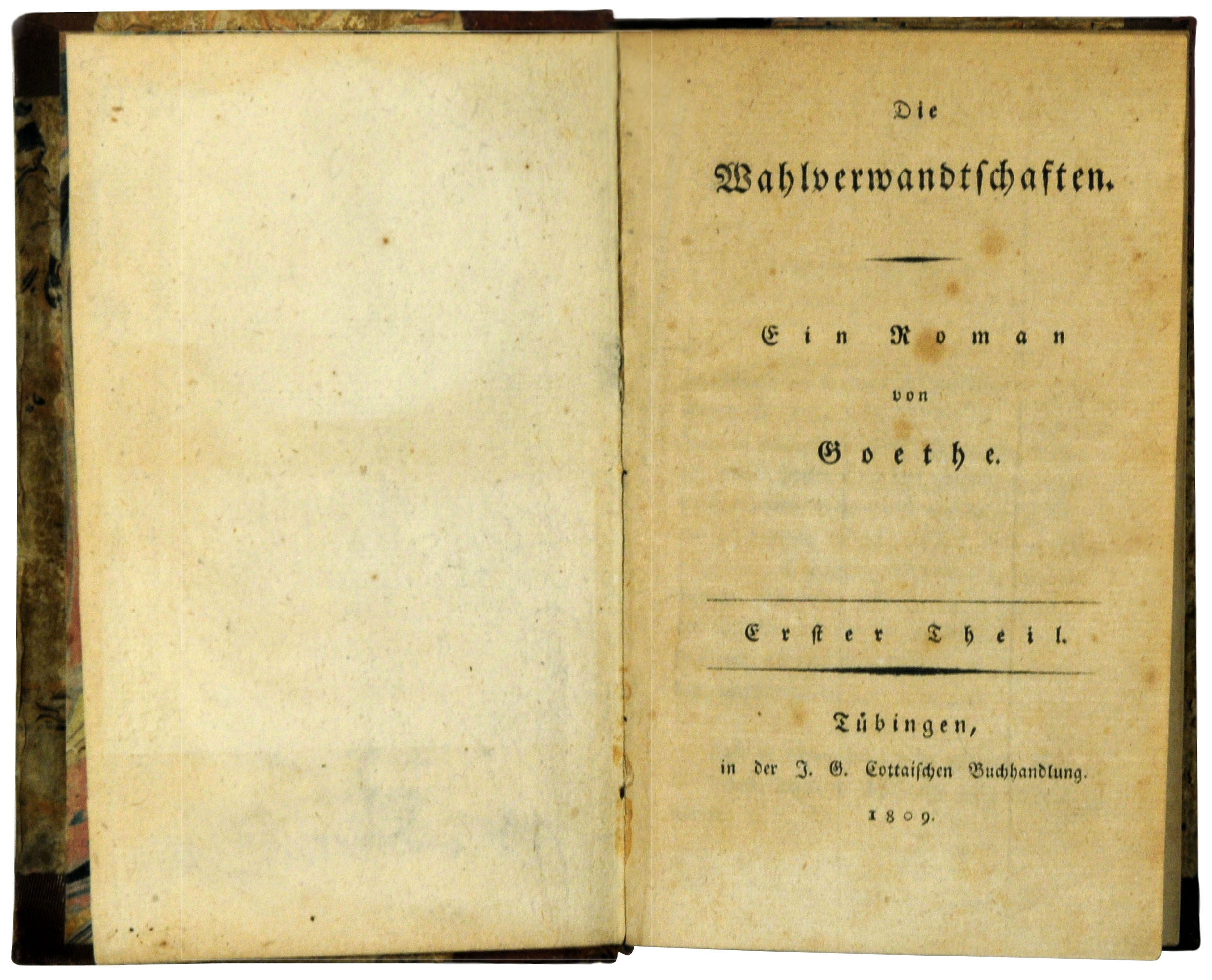

《친화력》(독일어: Die Wahlverwandtschaften)은 괴테의 소설이다. 괴테는 1807년 일이 있어 예나에 체류하였을 때 그곳 서점 주인 프롬만의 18세된 양녀 민나 헤르츨리프에게 정열을 불태운다. 이 연애체험의 침전이 《친화력》으로 저술되었다.
두 종류의 화합물이 따로따로 떨어져 있을 때에는 어떠한 변화도 일어나지 않으나 그것이 접근하여 상호작용하기 시작하면 원래의 화합물은 분해하여 새로운 화합물을 만드는 수가 있다. 이것은 원소간에 작용하는 친화력에 기인한다. 그러나 자연계를 지배하는 이 법칙도 인간계에서는 신성한 결혼생활을 파괴하는 위험을 품고 있는 것이다.
괴테는 이런 의미에서 인간의 정열과 도덕관을 대립시켜 체념(諦念)의 의의를 제시하고 있다. 소설에서는 재혼 부부인 에드아르트와 샤를로테의 가정에 친구인 대위와 샤를로테의 조카인 오틸리에가 들어옴으로써 에드아르트와 오틸리에, 대위와 샤를로테 사이에 새로운 감정의 결합이 일어난다. 뒤의 두 사람은 자제심이 있어 파멸을 면하지만 앞의 두 사람은 무분별한 정열 때문에 죽음을 가져오는 결과가 된다. 그 내용은 격한 정열을 담고 있으나 그것을 묘사하는 괴테는 이미 체념의 경지에 도달해 있었던 것이다.